# منتلویک
منتلویک (به فرانسوی: Montlevicq) یک کمون در فرانسه است که در اندر واقع شده‌است. منتلویک ۱۸٫۷۹ کیلومتر مربع مساحت و ۱۰۳ نفر جمعیت دارد و ۲۰۰ متر بالاتر از سطح دریا واقع شده‌است.